# Bruttig-Fankel

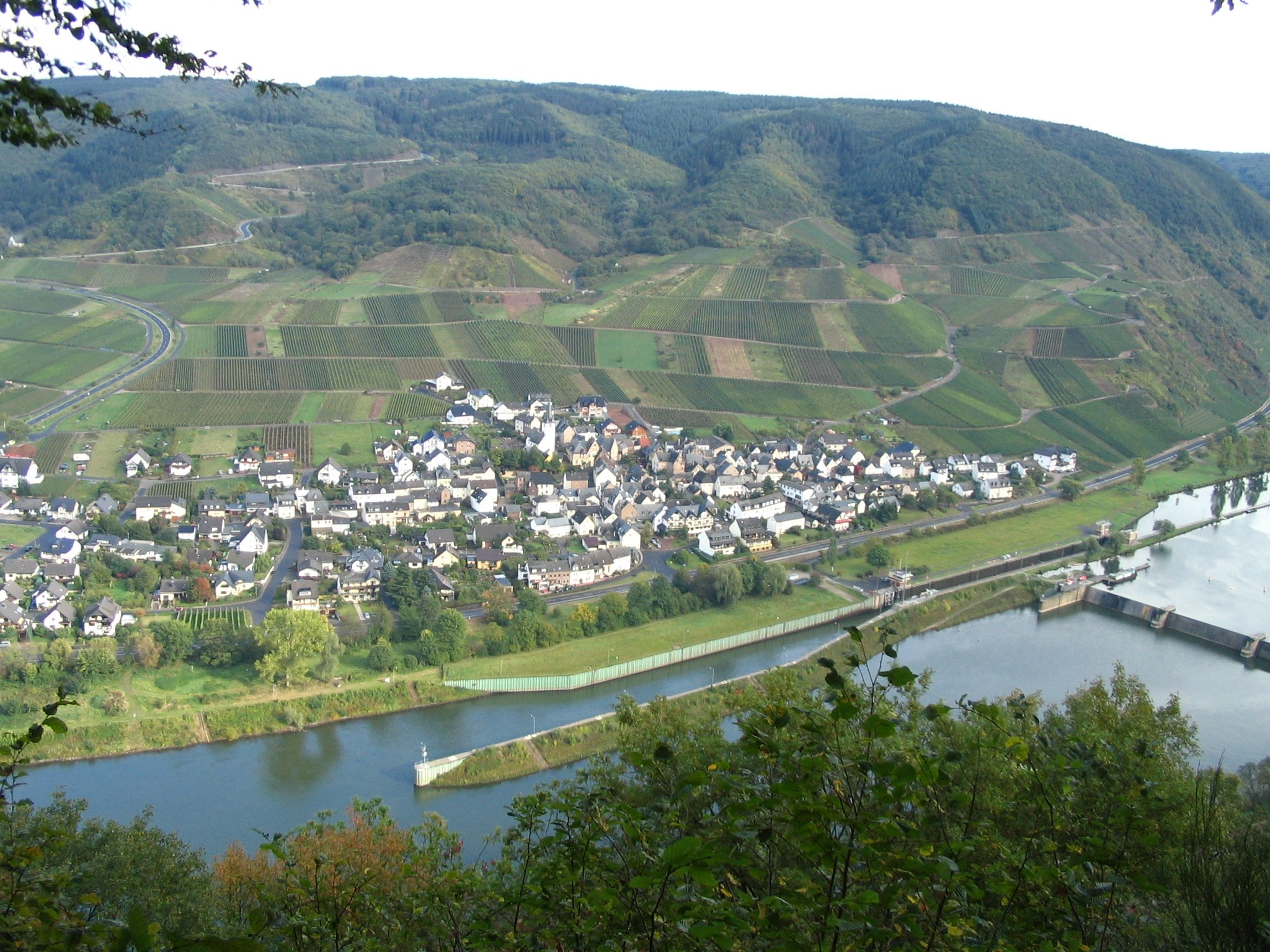

Bruttig-Fankel – miejscowość i gmina w Niemczech, w kraju związkowym Nadrenia-Palatynat, w powiecie Cochem-Zell, wchodzi w skład gminy związkowej Cochem.

## Współpraca
Miejscowość partnerska:
- Overijse, Belgia